# Вихор (футбольний клуб)
«Ви́хор» — аматорський футбольний клуб із села Ямниця Тисменицького району Івано-Франківської області. У різні часи ямницька команда також носила назви «Колгоспник» і «Цементник». Учасник та призер чемпіонату Івано-Франківської області.  

## Історія
Футбольний клуб «Вихор» було засновано в 1929 році в селі Ямниця Тисменицького району Івано-Франківської області. За час свого існування сільська команда виступала як в регіональних, так і у всеукраїнських футбольних турнірах. Найбільшого успіху на локальному рівні клуб («Цементник») досяг 2006 року, ставши чемпіоном Івано-Франківської області.
У 2006 році команда дебютувала в аматорському чемпіонаті України. Потрапила до групи 1, де її суперниками були «Сокіл» (Суховоля), «Іскра-Поділля» (Теофіполь) та «Волинь-Цемент» (Здолбунів). У групі колектив з Ямниці посів третє місце і, набравши 4 очка (1 перемога та 1 нічия при 4 поразках) і припинив подальшу участь в турнірі.  
Наступного сезону «Цементник» вдруге вийшов на старт аматорського чемпіонату України, і знову в групі 1. На цій стадії суперниками «Цементника» були «Галичина» (Львів), «Поділля-Хмельницький», «Лужани» та «Волинь-Цемент» (Здолбунів). Проте й цього разу команда виступила невдало: зіграла 8 матчів, у яких здобула 2 перемоги та зазнала 6 поразок (6 набраних очок), фінішувавши на передостанньому 4-у місці.  
У 2008 році «Цементник» участі в аматорському чемпіонаті не брав, натомість заявився в аматорському кубку України. У попередньому раунді за сумою двох матчів ямничани обіграли ФК «Мукачево», проте в 1/8 фіналу поступилися «Лужанам». 
З огляду на відсутність належного фінансування клубу з боку титульного спонсора ВАТ «Івано-Франківськцемент», футбольний колектив з Ямниці з 2009 року на короткий час призупинив свої виступи в першості Івано-Франківської області. У 2013 році ямницькі спортсмени відновили участь в обласних змаганнях, тепер вже під своєю давньою назвою «Вихор».

## Досягнення
- Чемпіонат Івано-Франківської області
  -  Чемпіон (1) : 2006
  -  Віце-чемпіон (2) : 2007, 2008

## Відомі гравці
- Ігор Гогіль
- Віктор Данищук
- Микола Дейчаківський
- Орест Дорош
- Ігор Кріль
- Володимир Ларін
- Ігор Нагірний
- Андрій Нестерук
- Анатолій Редушко
- Роман Русановський
- Богдан Шпирка

## Відомі тренери
- Ігор Гогіль
- Іван Краснецький